# کارل فون لیبرمایستر
کارل فون لیبرمایستر (آلمانی: Carl von Liebermeister؛ ‏ ۲ فوریهٔ ۱۸۳۳ – ۲۴ دسامبر ۱۹۰۱) پزشک متخصص داخلی، استاد دانشگاه و آسیب‌شناس اهل امپراتوری آلمان بود. وی پزشکی را دانشگاهی در گرایفسوالت خواند و از سال ۱۸۶۰ دستیار فلیکس فون نیمایر در دانشگاه توبینگن بود. او در سال ۱۹۸۴ استاد رشتهٔ آسیب‌شناسی در بازل شد. دلیل شهرت او پژوهش‌ها و کارهایی است که در زمینهٔ پاتوفیزیولوژی تب و همچنین روش‌های درمانی کاهش تب همچون آب‌درمانی انجام داد. نام او با قاعده‌ای مرتبط است که به رابطه میان تعداد ضربان قلب/نبض فرد و دمای بدن وی در هنگام تب می‌پردازد. «قانون لیبرمایستر» بیان می‌کند که در تاکی‌کاردی ناشی از تب بزرگسالان، میزان ضربان نبض تقریباً هشت عدد در دقیقه به ازای هر ۱ درجه سانتیگراد افزایش در دمای بدن بالا می‌رود. او کتاب جامعی هم در زمینهٔ وبا نوشت.